# Wilhelm Schmidt (Politiker, 1888)
Wilhelm Schmidt (* 21. August 1888 in Rudelstetten; † 6. April 1962 ebenda) war ein deutscher Politiker (WAV, DP) und Bundestagsabgeordneter.
Schmidt war ab 1948 stellvertretender Landesvorsitzender der Wirtschaftlichen Aufbau-Vereinigung (WAV) in Bayern. Nach der Bundestagswahl 1949 zog er über die Landesliste der WAV in den ersten Deutschen Bundestag ein. Am 6. Dezember 1951 wechselte er mit der Mehrheit seiner Fraktionskollegen aus Protest gegen die Wiederwahl von Alfred Loritz zum Parteivorsitzenden der WAV zur DP, war dann aber ab Dezember 1952 fraktionsloser Abgeordneter. Nach der Bundestagswahl 1953 gehörte er dem Parlament nicht mehr an.
Schmidts Schwiegersohn war Hans Löfflad, der ebenfalls 1949 über die Liste der WAV in den deutschen Bundestag gewählt worden war und auch am 6. Dezember 1951 zur DP übertrat.